# Meridarchis mesosticha
Meridarchis mesosticha is een vlinder uit de familie van de Carposinidae. De wetenschappelijke naam van de soort is voor het eerst geldig gepubliceerd in 1965 door Bradley.